# 줄러 (칭호)
줄러(헝가리어: Gyula)는 무슬림과 비잔티움 제국의 문헌들에 언급되는 9세기 ~ 10세기 머저르인 연맹국가의 2인자 칭호이다. 머저르인들이 자기 언어(헝가리어)로 첫 문헌을 남길 때쯤이면 이 칭호는 그냥 사람 이름이 되어 버려서 그 어원을 정확히 알 수 없으나 튀르크어 어원으로 추측된다.
가장 이른 기록은 이븐 루스타와 아부 사이드 가르데지의 기록이며, 이것은 아부 압달라 자이하니까지 거슬러 올라갈 수 있다. 이들 기록에 따르면 당시 머저르인들은 두 명의 "왕"들에 의해 공동통치되었다. 그 중 더 높은 쪽을 켄데(kende) 또는 퀸뒤(kündü)라고 했다. 하지만 켄데는 명목상의 1인자이고, 실권은 2인자인 줄러(gyula)가 쥐고 있었다. 이런 특이한 이두군주정은 하자르 카간국을 모방한 것으로 대개 여겨진다. 다만 이 무슬림 문헌들에서 확실히 말해주는 것은 2인자 "줄러"가 부족연맹체의 군무를 담당했고, 정통성 있는 1인자 "켄데"는 군사에 대한 영향력이 그에 비해 미약했다는 것이다.
896년경 머저르인들이 카르파티아 분지를 정복하면서 "줄러"에 대한 언급은 비잔티움 제국 측에도 나타나게 된다. 비잔티움 제국의 콘스탄티노스 7세 포르피로옌니토스 황제가 『제국행정론』에 기록한 바를 보면, 머저르 부족연맹의 지도자(헝가리 대공)를 보좌하는 두 명의 장령이 있는데 그 중 하나가 "질러(gyla)"라고 한다. 이것이 950년경 상황이었다. 또한 연맹을 이루는 각 부족마다 군장이 따로 있었다.
11세기 하반기의 비잔티움 제국 사람 이오안니스 스킬리트제스는 선대 자료를 인용하여 머저르 군장 "줄러"가 10세기 중반 콘스탄티노폴리스에서 세례를 받은 일을 기록했다. 그에 따르면 줄러는 새로운 신앙에 신실하게 복종했고, 돌아가면서 동족들에게 선교를 하기 위해 히에로테오스라는 주교를 함께 데려갔다. 슬라브어 문헌들에서도 관련된 정보를 찾을 수 있다.
머저르인의 기독교화와 거의 동시대 물건인 『히델샤임의 편년사』에서는 “헝가리의 슈테판 왕이 외삼촌 기울라 왕에 대항하는 군사를 일으켰”으며, 자기 백성들에게 기독교를 받아들이도록 강제했다는 기사가 있다.

## 같이 보기
- 허르커
- 켄데